# Afrikaans waterhoen
Het Afrikaans waterhoen (Paragallinula angulata) is een vogel uit de familie van de rallen (Rallidae). 

## Verspreiding en leefgebied
Deze soort komt voor in Afrika bezuiden de Sahara.